# Thomas Kammerlander
Thomas Kammerlander (* 13. Februar 1990) ist ein österreichischer Naturbahnrodler. Mit 27 Weltcupsiegen und 5 Gesamtweltcupsiegen ist Kammerlander bis dato der erfolgreichste österreichische Naturbahnrodler im Weltcup. Er stammt aus Umhausen in Tirol und startet seit der Saison 2006/2007 im Weltcup. Bei seinem 4. Weltcuprennen holte er seinen ersten Sieg und ist somit mit 16 Jahren Österreichs jüngster Weltcupsieger. Seine bisher größten Erfolge waren der Weltmeistertitel 2021, die Europameistertitel 2016 und 2018 sowie 5 Gesamtweltcupsiege (2016/17, 2017/18, 2018/19, 2019/20 und 2022/23)
im Herren Einsitzer. Weitere große Erfolge sind neben 27 Weltcupsiegen je ein Juniorenwelt- und Europameistertitel im Doppelsitzer, zwei Europameistertitel und ein Weltmeistertitel im Mannschaftswettbewerb, eine Silbermedaille sowie Bronzemedaille im Einsitzer bei Welt- und 2 Silbermedaillen bei Europameisterschaften. Thomas beendete 2023 seine aktive Karriere mit einer Bronzemedaille bei der WM in Deutschnofen und mit den 5 Gesamtweltcupsieg auf seiner Grantaubahn in Umhausen. Sein älterer Bruder Gerald Kammerlander war ebenfalls Naturbahnrodler.

## Karriere
Kammerlander nahm ab 2005 an Juniorenwelt- und Europameisterschaften teil und konnte sich von 2005 bis 2007 dreimal unter den besten zehn im Einsitzer klassieren. Im Jahr 2006 startete er erstmals bei einer Europameisterschaft in der Allgemeinen Klasse und belegte den 17. Rang. Nachdem er im Winter 2005/2006 mehrere Siege und Podestplätze im Interkontinentalcup erreichte und Österreichischer Juniorenmeister wurde, startet er seit der Saison 2006/2007 im Weltcup. Bereits im vierten Rennen gelang ihm in seinem Heimatort Umhausen zeitgleich mit dem Italiener Patrick Pigneter der erste Sieg und mit insgesamt fünf Top-10-Ergebnissen wurde er Sechster im Einsitzer-Gesamtweltcup. Bei der Weltmeisterschaft 2007 in Grande Prairie erreichte er den sechsten Platz und bei der Junioreneuropameisterschaft 2007 in St. Sebastian Rang fünf im Einsitzer.
Im Jahr 2008 fuhr Kammerlander bei der Juniorenweltmeisterschaft in Latsch auf den sechsten Platz im Einsitzer. Hier startete er auch erstmals mit dem drei Jahre jüngeren Christoph Regensburger im Doppelsitzer und belegte ebenfalls Rang sechs. Eine Woche später fuhr er bei der Europameisterschaft 2008 in Olang auf Rang 16 im Einsitzer. Nach seinem ersten Weltcupsieg blieben weitere Podestplätze in den Saisonen 2007/2008 und 2008/2009 aus und Kammerlander belegte mit jeweils drei Top-10-Ergebnissen zweimal den elften Platz im Einsitzer-Gesamtweltcup. Seit dem Winter 2008/2009 startet er zusammen mit Christoph Regensburger auch im Doppelsitzer-Weltcup. Ihre erste Saison konnte das Team mit insgesamt fünf Top-10-Plätzen an achter Stelle im Gesamtklassement beenden.
Den ersten internationalen Titel holte sich Kammerlander bei der Junioreneuropameisterschaft 2009 in Longiarü, wo er die Goldmedaille im Doppelsitzer und zudem Bronze im Einsitzer gewann. Eine Woche später musste sich der gerade 19 Jahre alt gewordene Kammerlander im Einsitzerbewerb der Weltmeisterschaft 2009 in Moos in Passeier nur Patrick Pigneter um knappe vier Hundertstel Sekunden geschlagen geben. Gemeinsam mit dem Team Österreich II kam er im Mannschaftsbewerb auf Rang fünf. Zudem wurde er 2009 Österreichischer Staatsmeister im Doppelsitzer.
In der Weltcupsaison 2009/2010 waren Kammerlanders beste Ergebnisse im Einsitzer zwei dritte Plätze in Nowouralsk und in Umhausen. Im Gesamtweltcup erreichte er als Fünfter seine bisher beste Platzierung. Im Doppelsitzer erzielte er mit Christoph Regensburger vier Top-10-Ergebnisse und damit wie im Vorjahr den achten Gesamtrang. Ihr bestes Rennergebnis war der fünfte Platz zu Saisonbeginn in Nowouralsk. Bei der Juniorenweltmeisterschaft 2010 gewann Kammerlander wie schon im Vorjahr bei der Junioren-EM Gold im Doppelsitzer und Bronze im Einsitzer. Auch bei der Europameisterschaft 2010 wurde er wie im Vorjahr bei der WM Zweiter im Einsitzer hinter Patrick Pigneter. Zudem belegte er den fünften Platz im Doppelsitzer und wurde mit dem Team Österreich I zusammen mit Melanie Batkowski, Christian Schopf und Andreas Schopf Mannschaftseuropameister. 2010 und 2011 sicherte sich Kammerlander den österreichischen Staatsmeistertitel im Einsitzer.
Seit der Saison 2010/2011 startet Thomas Kammerlander nur im Einsitzer. Nach zwei neunten Plätzen zu Saisonbeginn in Nowouralsk erreichte er als Zweiter in Gsies sein zweitbestes Weltcupergebnis. Bei der Weltmeisterschaft 2011 in Umhausen wurde er jeweils Vierter im Einsitzer und im Mannschaftswettbewerb. Am 6. Februar verletzte sich Kammerlander bei einem Trainingssturz in Olang schwer. Neben einer Gehirnerschütterung erlitt er einen Schulter- und Nasenbeinbruch, weshalb er die Saison vorzeitig beenden musste. In der Saison 2011/2012 fuhr er in vier der sechs Weltcuprennen unter die schnellsten zehn, wobei ein sechster Platz in Deutschnofen sein bestes Ergebnis war. Im Gesamtweltcup wurde er Neunter. Bei der Europameisterschaft 2012 in Nowouralsk belegte er Rang 16 im Einsitzer.
In der Saison 2012/2013 belegte Kammerlander als bester Österreicher den dritten Platz im Gesamtweltcup. Beim Weltcup im Passeiertal gelang ihn sein zweiter Weltcupsieg. Sowohl bei den Weltcups in Umhausen, Kindberg und Vatra Dornei wurde er jeweils Dritter. Im Weltcup war die Saison 2013/2014 für Thomas seine bis dato erfolgreichste. Er konnte sowohl den Parallel-Weltcup auf der Seiser Alm, als auch das Weltcupfinale in Vatra Dornei gewinnen. Je ein zweiter Platz bei den Rennen in Umhausen und Moos im Passeier sowie ein dritter Platz in Olang zeugten ebenso von einer starken Saison. Im Gesamtweltcup landete er nur knapp hinter Patrick Pigneter auf dem zweiten Platz.
Die Saison 2014/2015 war für Thomas Kammerlander eher unterdurchschnittlich. Sowohl beim Weltcuprennen im Kühtai, als auch beim Weltcuprennen in Deutschnofen stürzte er jeweils schwer. Die Saison 2015/2016 verlief wieder deutlich besser. Der Gewinn der Goldmedaille im Herren Einsitzer bei der Europameisterschaft 2016 in Moos im Passeier ist besonders hervorzustreichen. Dazu kam noch die Silbermedaille in der Mannschaft. Außerdem gelang ihm der Sieg beim Weltcupfinale in Umhausen. Sein mittlerweile bereits fünften Weltcupsieg. Jeweils dritte Plätze bei den Rennen in Deutschnofen, Kühtai und Vatra Dornei sowie ein sechster Rang in Moskau reichten Thomas für den dritten Platz im Gesamtweltcup.
In der Saison 2016/2017 war es für Thomas Kammerlander endlich soweit. Mit zwei Weltcupsiegen in der Russischen Metropole Moskau übernahm er erstmals die Weltcupführung, die er bis zum Finale in Umhausen verteidigte und dort mit einem weiteren Sieg schlussendlich den Weltcupgesamtsieg nach 14 Jahren wieder nach Österreich holte. Weiters konnte er sich in Vatra Dornei bei der Weltmeisterschaft im Einsitzer die Bronzemedaille und im Mannschaftswettbewerb mit Tina Unterberger und Brüggler/Angerer zum Mannschaftsweltmeister krönen.
Eine der erfolgreichsten Saisonen von Thomas Kammerlander war die Saison 2017/2018. Mit einem Auftaktsieg in Kühtai und zwei weiteren Siegen in Mariazell sowie beim Finale in Umhausen konnte er sich erneut den Gesamtweltcup 2017/2018 sichern. Bei den Europameisterschaften in der Steiermark Winterleiten konnte er den Europameistertitel aus dem Jahre 2016 verteidigen und krönte sich somit zum zweiten Mal zum Europameister 2018. Im Mannschaftswettbewerb konnte er ebenfalls zum zweiten Mal nach 2010 mit Tina Unterberger und dem Doppelsitzer Brüggler/Angerer die Goldmedaille mit nach Hause nehmen.
In der Saison 2018/2019 gelang Thomas Kammerlander der Hattrick. Er holte mit drei Saisonsiegen zum dritten Mal in Folge den Gesamtweltcup. Bei der Weltmeisterschaft 2019 in Latzfons holte er seine zwei Silbermedaille bei Weltmeisterschaften im Einsitzer und wurde zum 2 mal nach 2009 Vize-Weltmeister. Im Mannschaftsbewerb konnte er ebenfalls gemeinsam mit Tina Unterberger und Michael Scheikl die Silbermedaille holen. Nach Ende der Saison 2022/23 beendete er seine aktive Karriere.
Als erster Österreicher im Herren Einsitzer konnte Thomas Kammerlander in der Saison 2019/2020 in Deutschnofen gewinnen und Geschichte schreiben. Mit weiteren Erfolgen beim Verfolger in Passeiertal und beim Finale in Umhausen sicherte er sich zum 4 mal in Folge den Gesamtweltcup.
Auf seiner Grantau kürte sich Thomas Kammerlander 2021 zum Weltmeister und holte mit Tina Unterberger noch die Silbermedaille im Team. Aufgrund einer Covid Erkrankung konnte er beim Weltcupauftakt auf der Winterleiten leider nicht Teilnehmen somit war eine erneute Titelverteidigung im Gesamtweltcup vorzeitig beendet. Die anderen 4 Weltcuprennen, an denen Kammerlander teilgenommen hat, konnte er alle gewinnen.
Da in der Saison 2021/2022 das Weltcupfinale in Moskau geplant gewesen wäre, musste die Saison leider aufgrund des Ukraine-Kriegs vorzeitig beendet werden. Mit 2 Siegen in Umhausen und Vatra Dornei holte sich Thomas Kammerlander den 2. Platz im Gesamtweltcup.
Karriereende 2022/2023 mit dem 5. Gesamtweltcupsieg und noch Bronze bei der Weltmeisterschaft in Deutschnofen. Mit 4 Weltcupsiegen in dieser Saison krönte Thomas Kammerlander seine erfolgreiche Laufbahn und tritt mit einem furiosen Finale auf seiner Heimbahn am Höhepunkt zurück.

## Erfolge

### Weltmeisterschaften
- Grande Prairie 2007: 6. Einsitzer
- Moos in Passeier 2009: 2. Einsitzer, 5. Mannschaft
- Umhausen 2011: 4. Einsitzer, 4. Mannschaft
- Vatra Dornei 2017: 3. Einsitzer, 1. Mannschaft
- Latzfons 2019: 2. Einsitzer, 2. Mannschaft
- Umhausen 2021: 1. Einsitzer, 2. Mannschaft
- Deutschnofen 2023: 3. Einsitzer

### Europameisterschaften
- Umhausen 2006: 17. Einsitzer
- Olang 2008: 16. Einsitzer
- St. Sebastian 2010: 2. Einsitzer, 5. Doppelsitzer, 1. Mannschaft
- Nowouralsk 2012: 16. Einsitzer
- Umhausen 2014: 2. Einsitzer
- Moos in Passeier 2016: 1. Einsitzer, 2. Mannschaft
- Winterleiten 2018: 1. Einsitzer, 1. Mannschaft
- Moskau 2020: 9. Einsitzer
- Laas 2022: 5. Einsitzer

### Juniorenweltmeisterschaften
- Garmisch-Partenkirchen 2006: 8. Einsitzer
- Latsch 2008: 6. Einsitzer, 6. Doppelsitzer
- Deutschnofen 2010: 1. Doppelsitzer, 3. Einsitzer

### Junioreneuropameisterschaften
- Kandalakscha 2005: 9. Einsitzer
- St. Sebastian 2007: 5. Einsitzer
- Longiarü 2009: 1. Doppelsitzer, 3. Einsitzer

### Weltcup
- 5× Gesamtweltcupsieg im Einsitzer in den Saisonen 2016/17, 2017/18, 2018/19, 2019/20, 2022/23
- 2. Gesamtrang im Einsitzer in den Saisonen 2013/14, 2021/22
- 3. Gesamtrang im Einsitzer in den Saisonen 2012/13 und 2015/16
- 8. Rang im Doppelsitzer-Weltcup in den Saisonen 2008/09 und 2009/10
- 61 Podestplätze, davon 27 Siege im Einsitzer:

| Datum             | Ort              | Land       |
| ----------------- | ---------------- | ---------- |
| 4. Februar 2007   | Umhausen         | Österreich |
| 13. Januar 2013   | Moos in Passeier | Italien    |
| 5. Januar 2014    | Seiser Alm       | Italien    |
| 19. Februar 2014  | Vatra Dornei     | Rumänien   |
| 15. Februar 2016  | Umhausen         | Österreich |
| 13. Januar 2017   | Moskau           | Russland   |
| 15. Januar 2017   | Moskau           | Russland   |
| 18. Februar 2017  | Umhausen         | Österreich |
| 3. Dezember 2017  | Kühtai           | Österreich |
| 21. Januar 2018   | Sankt Sebastian  | Österreich |
| 17. Februar 2018  | Umhausen         | Österreich |
| 12. Januar 2019   | Winterleiten     | Österreich |
| 16. Januar 2019   | Moskau           | Russland   |
| 10. Februar 2019  | Vatra Dornei     | Rumänien   |
| 12. Januar 2020   | Passeiertal      | Italien    |
| 26. Januar 2020   | Deutschnofen     | Italien    |
| 15. Februar 2020  | Umhausen         | Österreich |
| 16. Januar 2021   | Moos in Passeier | Italien    |
| 17. Januar 2021   | Moos in Passeier | Italien    |
| 9. Februar 2021   | Laas             | Italien    |
| 10. Februar 2021  | Laas             | Italien    |
| 09. Januar 2022   | Umhausen         | Österreich |
| 22. Januar 2022   | Vatra Dornei     | Rumänien   |
| 16. Dezember 2022 | Winterleiten     | Österreich |
| 15. Januar 2023   | Jaufental        | Italien    |
| 18. Februar 2023  | Umhausen         | Österreich |
| 19. Februar 2023  | Umhausen         | Österreich |

### Österreichische Meisterschaften
- Österreichischer Staatsmeister im Einsitzer 2010, 2011, 2013, 2014, 2015, 2017, 2018, 2019, 2020, 2021, 2022
- Österreichischer Staatsmeister im Doppelsitzer 2009

## Auszeichnungen (Auszug)
- 2009: Silbernes Ehrenzeichen für Verdienste um die Republik Österreich[3]
- 2017: Goldene Ehrenzeichen für Verdienste um die Republik Österreich[3]
- Tiroler Sportehrennadel in Gold mit Brillant